# Province de Macuata
Cet article possède un paronyme, voir Maculata.

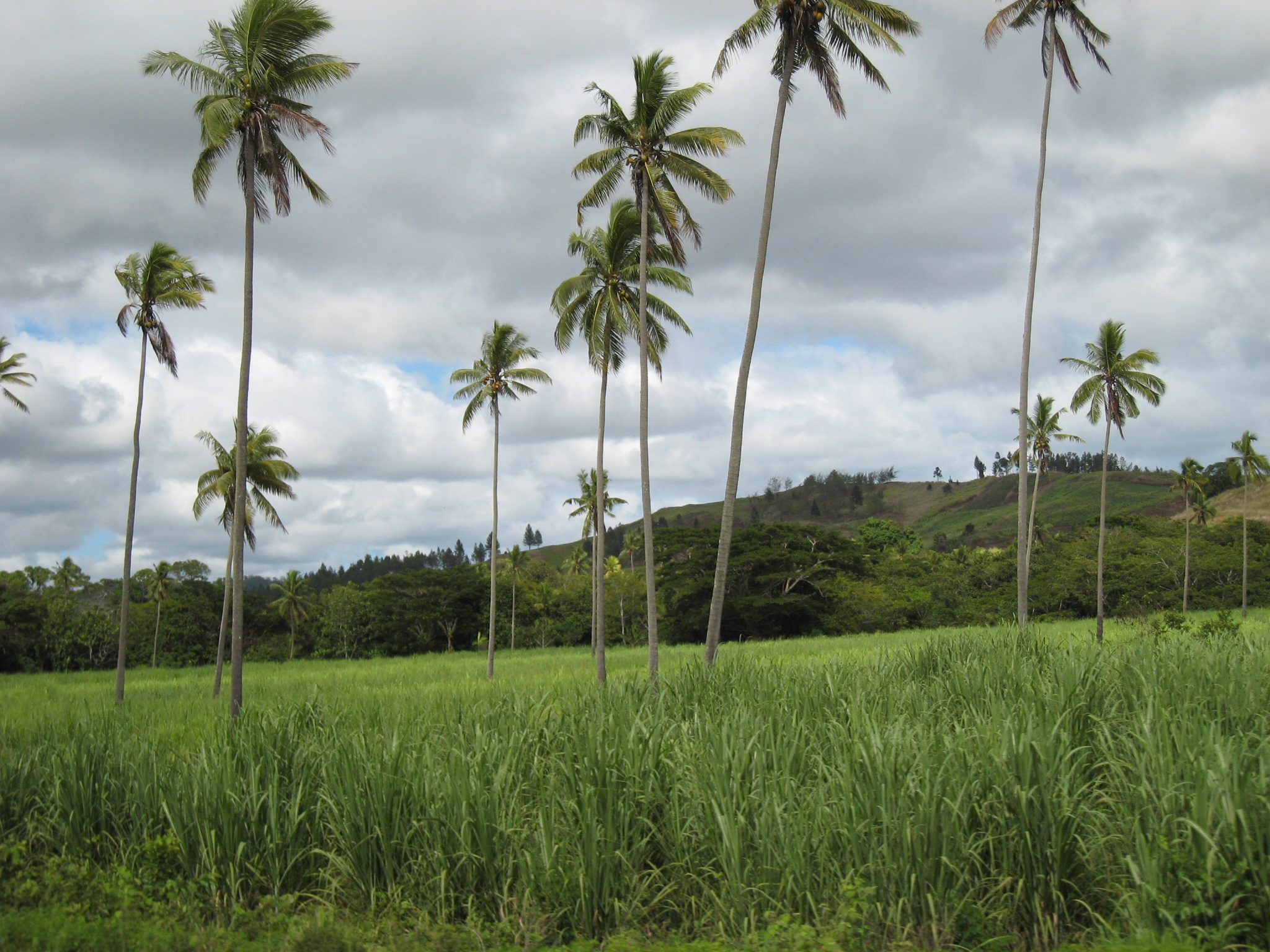
Paysage dans la province de Macuata, Vanua Levu.

La province de Macuata est l'une des quatorze provinces des Fidji et l'une des trois situées sur Vanua Levu. Elle occupe 40 % du nord-est de l'île, soit 2 004 km2, et comptait 65 983 habitants en 2007, ce qui en faisait la 4e province la plus peuplée du pays,. Les trois quarts de la population (49 369 habitants) vivent dans l'administration de Labasa, la plus grande ville de Vanua Levu.
Au recensement de 2017, la population de la province a diminué de 8,9 % depuis le précédent recensement de 2007, une tendance déjà observée entre le recensement de 1996 et 2007. 41,2 % de la population vit en zone urbaine.
En 2022, l'indice de développement humain de la province était de 0,719, soit 0,1 points sous la valeur nationale.
En 2013, Wiliame Katonivere devient le chef de la province, fonction occupée auparavant par son frère Aisea Katonivere (en). Il est élu président de la république des Fidji en 2021.